# Baleines: Mers du sud et récif de corail
Baleines: Mers du sud et récif de corail è un documentario del 1997 diretto da Charles Herve-Gruyer.

## Trama
Un regista francese segue le vicende di un gruppo di nove bambini che trascorrono l'anno scolastico a bordo della nave Fleur de Lampaul.